# Forcipomyia nanjingensis
Forcipomyia nanjingensis är en tvåvingeart som beskrevs av Yu och Wang 1982. Forcipomyia nanjingensis ingår i släktet Forcipomyia och familjen svidknott. Inga underarter finns listade i Catalogue of Life.